# Nelly Mira-Rubin

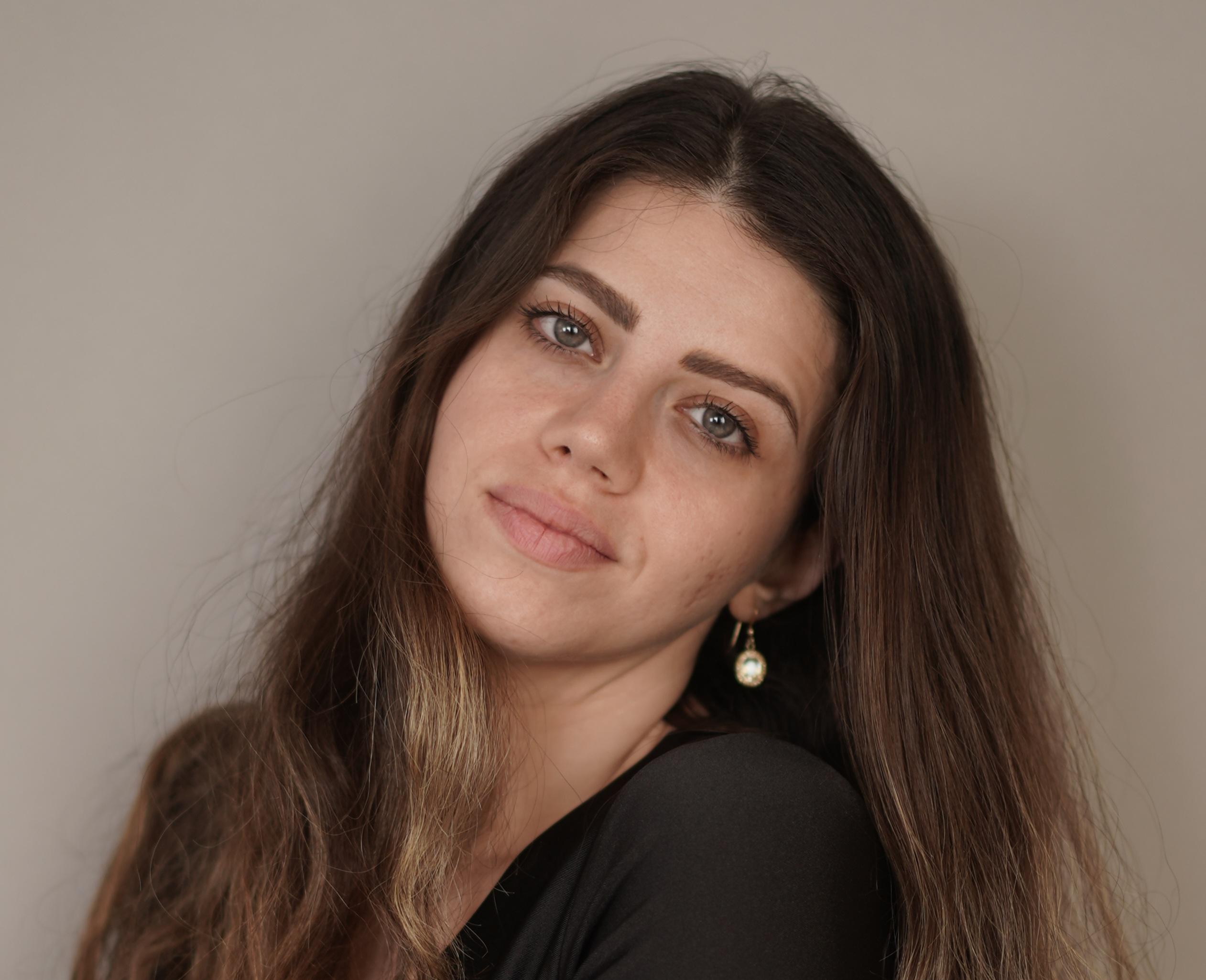
Nelly Mira-Rubin

Nelly Mira-Rubin (hebräisch נלי מירה רובין; * 20. Februar 1991 in Leningrad, Sowjetunion) ist eine israelische Schauspielerin.

## Leben und Karriere
Rubin wurde am 20. Februar 1991 im heutigen Sankt Petersburg  geboren. Im Alter von 4 Jahren wanderte sie mit ihrer Familie nach Israel aus. Von 2017 bis 2019 studierte sie im Schauspielstudio von Yoram Levinstein in Tel Aviv.
Ihr Debüt gab sie 2021 in der Fernsehserie HaMefakedet. Im selben Jahr war Rubin in Sad City Girls zu sehen. Außerdem wurde sie 2022 für die Serie Fire Dance gecastet. Unter anderem trat sie in Manayek – Die Verräter auf. 2023 bekam sie in der Serie Alef eine Hauptrolle.

## Filmografie (Auswahl)
Serien
- 2021: HaMefakedet
- 2021: Sad City Girls
- 2022: Fire Dance
- 2022: Manayek – Die Verräter
- 2023: Alef